# Zwoleń
Pour les articles homonymes, voir Zwoleń (homonymie).
Zwoleń (prononciation : [ˈzvɔlɛɲ]) est une ville polonaise de la gmina de Zwoleń dans le powiat de Zwoleń de la voïvodie de Mazovie dans le centre-est de la Pologne.
Elle est le siège administratif de la gmina de Zwoleń, ainsi que du powiat de Zwoleń.
Elle se situe à environ 107 kilomètres au sud-est de Varsovie (capitale de la Pologne).
Elle s'étend sur 15,78 km2 et comptait une population de 8 176 habitants en 2006.

## Histoire
En 1921 la ville compte 8 544 habitants dont 3 787 sont Juifs.
Au début de 1941, les Allemands enferment les Juifs de la ville et des villages voisins dans un ghetto, environ 6 à 7 000 personnes. Plusieurs centaines seront contraints aux travaux forcés et exécutés sur place. Le 29 septembre 1942, tous les prisonniers du ghetto sont déportés au Camp d'extermination de Treblinka où ils seront assassinés dans des chambres à gaz.
De 1975 à 1998, la ville de Zwoleń appartenait administrativement à la voïvodie de Radom.

## Relations internationales

### Jumelage
La ville de Zwoleń est jumelée avec :
- Slovaquie - Zvolen
- Roumanie - Ploiești